# Han Soo-ji
Han Soo-ji (ur. 1 lutego 1989 w Jeonju w Korei Południowej) – południowokoreańska siatkarka, grająca jako rozgrywająca. Obecnie występuje w drużynie Korea Ginseng Corp..